# Izwan Mahbud
Mohamad Izwan bin Mahbud (14 luglio 1990) è un calciatore singaporiano, portiere del Lion City Sailors e della nazionale singaporiana.

## Statistiche
Statistiche aggiornate al 28 aprile 2021.
| Stagione               | Squadra                | Campionato             | Campionato | Campionato | Coppe nazionali | Coppe nazionali | Coppe nazionali | Coppe continentali      | Coppe continentali | Coppe continentali | Altre coppe | Altre coppe | Altre coppe | Totale | Totale |
| Stagione               | Squadra                | Comp                   | Pres       | Reti       | Comp            | Pres            | Reti            | Comp                    | Pres               | Reti               | Comp        | Pres        | Reti        | Pres   | Reti   |
| ---------------------- | ---------------------- | ---------------------- | ---------- | ---------- | --------------- | --------------- | --------------- | ----------------------- | ------------------ | ------------------ | ----------- | ----------- | ----------- | ------ | ------ |
| 2008                   | Young Lions            | SPL                    | 5          | ?          | CS              | 0               | 0               |                         | -                  | -                  |             | -           | -           | 5      | ?      |
| 2009                   | Young Lions            | SPL                    | 9          | -5         | CS              | 0               | 0               |                         | -                  | -                  |             | -           | -           | 9      | -5     |
| 2010                   | Young Lions            | SPL                    | 24         | -32        | CS              | 5               | -3              |                         | -                  | -                  |             | -           | -           | 29     | -35    |
| 2011                   | Young Lions            | SPL                    | 25         | -39        | CS              | 0               | 0               |                         | -                  | -                  |             | -           | -           | 25     | -39    |
| Totale Lions           | Totale Lions           | Totale Lions           | 63         | -76        |                 | 5               | -3              |                         | -                  | -                  |             | -           | -           | 68     | -79    |
| 2012-2015              | LionsXII               | SPL                    | 54         | ?          | CS              | ?               | ?               |                         | -                  | -                  |             | -           | -           | 54     | ?      |
| 2016                   | Tampines Rovers        | SPL                    | 7          | -9         | CS              | 3               | -4              | AFC                     | 1                  | -3                 |             | -           | -           | 11     | -16    |
| 2017                   | Tampines Rovers        | SPL                    | 17         | -12        | CS              | 0               | 0               | AFC+Coppa dell'AFC 2018 | 1+2                | -2+-9              |             | -           | -           | 19     | -21    |
| Totale Tampines Rovers | Totale Tampines Rovers | Totale Tampines Rovers | 24         | -21        |                 | 3               | -4              |                         | 4                  | -14                |             | -           | -           | 30     | -39    |
| 2018-2019              | Nongbua Pitchaya       | TL2                    | 41         | ?          | CT              | 1               | -1              |                         | -                  | -                  |             | -           | -           | 42     | -1     |
| 2020                   | Trat                   | TL                     | 3          | -6         | CT              | 0               | 0               |                         | -                  | -                  |             | -           | -           | 3      | -6     |
| set.2020-giu.2021      | Samut Prakan City      | TL                     | 3          | -6         | CT              | 0               | 0               |                         | -                  | -                  |             | -           | -           | 3      | -6     |
| 2021                   | Hougang Utd            | SPL                    | 10         | -22        | CS              | 0               | 0               | -                       | -                  | -                  | -           | -           | -           | 10     | -22    |
| 2022                   | Lion City Sailors      | SPL                    | 1          | -1         | CS              | 0               | 0               | -                       | -                  | -                  | SCS         | 0           | 0           | 1      | -1     |
| Totale carriera        | Totale carriera        | Totale carriera        | 199        | -132       |                 | 9               | -8              |                         | 4                  | -14                |             | -           | -           | 211    | -154   |

### Cronologia presenze e reti in nazionale
| Cronologia completa delle presenze e delle reti in nazionale ― Singapore | Cronologia completa delle presenze e delle reti in nazionale ― Singapore | Cronologia completa delle presenze e delle reti in nazionale ― Singapore | Cronologia completa delle presenze e delle reti in nazionale ― Singapore | Cronologia completa delle presenze e delle reti in nazionale ― Singapore | Cronologia completa delle presenze e delle reti in nazionale ― Singapore | Cronologia completa delle presenze e delle reti in nazionale ― Singapore | Cronologia completa delle presenze e delle reti in nazionale ― Singapore |
| Data                                                                     | Città                                                                    | In casa                                                                  | Risultato                                                                | Ospiti                                                                   | Competizione                                                             | Reti                                                                     | Note                                                                     |
| ------------------------------------------------------------------------ | ------------------------------------------------------------------------ | ------------------------------------------------------------------------ | ------------------------------------------------------------------------ | ------------------------------------------------------------------------ | ------------------------------------------------------------------------ | ------------------------------------------------------------------------ | ------------------------------------------------------------------------ |
| 19-11-2019                                                               | Al Muharraq                                                              | Yemen                                                                    | 1 – 2                                                                    | Singapore                                                                | Qual. Mondiali 2022                                                      | -1                                                                       |                                                                          |
| Totale                                                                   |                                                                          | Presenze                                                                 | 1                                                                        |                                                                          | Reti                                                                     | -1                                                                       |                                                                          |